# Пам'ятна книжка
Пам'ятна книжка, книга пам'яті (рос. Памятная книжка) — назва офіційних провінційних довідкових видань у Російській імперії, що видавалися після подій повстання (1830–1831) та фактичної ліквідації Великого князівства Литовського. У XIX столітті в Росії видавалися також «пам'ятні книжки» у таких галузях як педагогіка, освіта, ремесла. Ці видання піддавалися цензуруванню в Російській імперії, тому ці книги друкувалися тільки російською мовою (див. «Хронологія заборон української мови»).
Після розвалу СРСР практика публікацій подібних книжок відновилася в Україні та Білорусі відповідно українською мовою та білоруською мовою. Такий тип видань є цінним історичним матеріалом для всіх дослідників (див. «Історична пам'ять»).

## Історія
Особисту «Пам'ятну книжку» мав Тургенєв І. С., у неї записувалися поштові адреси і дні народження рідних і близьких.
Пам'ятні книжки у Російській імперії були щорічною офіційною довідковою інформацією, що випускалася в світ в 89 губерніях та областях тодішньої Росії з середини 1830-х до 1917 року. Випускалися місцевими офіційними особами та органами Міністерства внутрішніх справ Російської імперії.
На даний час пам'ятні книжки є одним з найбільш цінних задокументованих джерел інформації з історії, важливе джерело генеалогічної інформації поряд з такими джерелами, як «губернські відомості», «єпархіальні відомості», «огляди губерній», «труди губернських вчених архівних комісій», «списки дворян» тощо.
Пам'ятні книжки дозволяють отримати відомості про склад і заняттях жителів, стан природи, економіки, культури, побуту; дають можливість спостерігати за змінами, що відбувалися в губерніях чи областях щороку, протягом більш ніж 60 років у Російській імперії. Виявлено понад дві тисяч пам'ятних книжок.
У незалежній України такі книжки публікували відомості відповідно областей України та тем, наприклад, щодо реперсованих, Збройних сил України тощо.
У незалежній Білорусі такі книжки публікували відомості відповідно районів областей Республіки Білорусь.

## Науковий проєкт
Російська національна бібліотека веде науковий проєкт «Пам'ятні книжки губерній і областей Російської імперії». Робота за проєктом здійснюється у Відділі бібліографії та краєзнавства та Відділі фондів та обслуговування.
Основною метою проєкту є:
- виявлення з вичерпною повнотою відомостей про всі випуски пам'ятних книжок губерній та областей Росії за весь період їх видання — із зазначенням всіх встановлених місць їх зберігання;
- розкриття змісту всіх пам'ятних книжок як джерела насамперед краєзнавчих відомостей;
- створення цілісного уявлення про самі пам'ятні книжки як самостійний об'єкт дослідження, що характеризує розвиток краєзнавчої, наукової, статистичної та книговидавничої діяльності у різних губерніях й областях тодішньої Росії.

## Зміст
У всіх губерніях пам'ятні книжки мали свої особливості. У найбільш повному вигляді вони мали чотири великі розділи:
- адресу-календар (перелік усіх губернських, повітових, урядових і громадських установ із їх особовим складом), адміністративний довідник (відомості про адміністративний поділ губернії, про поштових та телеграфні установи, шляхи та маршрути сполучення у межах конкретної губернії, про промислові та торговельні підприємства, лікарні й аптеки, навчальні заклади, музеї та бібліотеки, книгарні й друкарні, про періодичні видання, списки населених місць, списки великих землевласників губернії і т. д.),
- статистичний огляд (статистичні таблиці населення, землеволодіння, сільського господарства, статистичні відомості про судову, медичну, фабрично-заводську, народну освіту, пожежників, фінансові доходи та недоїмки, і т. д.);
- науково-краєзнавчий збірник (джерелознавчі, описові, науково-дослідні, археографічні та бібліографічні матеріали).

Всі перераховані елементи надають пам'ятним книжкам виняткову цінність і значення яко комплексних першоджерел для історичних (у тому числі генеалогічних та біографічних), географічних, демографічних, етнографічних, краєзнавчих досліджень.